# Бурдученко Інна Георгіївна
 Бурдученко Інна Георгіївна (31 березня 1939, Чернігів, УРСР — 15 серпня 1960, Донецьк, УРСР) — українська акторка.

## Біографія
Батьками Інни Бурдученко були Ігор Опанасович та Наталія Михайлівна. Ігорем батька називали лише в житті, а за документами він був Юрієм. Тому по батькові Інна є Геогріївною, як і її старша сестра Валентина.
Ігор Опанасович працював стоматологом і хотів, щоб Інна пішла його стопами. Однак дівчинка планувала стати акторкою.
Після закінчення школи поступала до Київського театрального інституту імені Карпенка-Карого, але невдало. Повернувшись додому, працювала в Чернігівському обласному театрі реквізитором, брала участь у масовках, а через деякий час зіграла роль Джемми у виставі «Овід».
У 1957 році вступила до Київського театрального інституту імені Карпенка-Карого (курс Володимира Неллі). На другому курсі інституту її помітили і запропонували роль у фільмі Віктора Івченка «Іванна». Прем'єра фільму відбулася у Міжнародному центрі культури і мистецтв (тоді — «Жовтневому» палаці) у 1959 році. Успіх картини був неймовірним, як у Радянському Союзі, так і за кордоном. Однак, з'явилася інформація, що Папа Римський піддав цей фільм анатемі, бо головна героїня зреклася Бога. Проте скоріше йдеться про осуд, а не саме анатему.
Через деякий час, на одній з прем'єр, Інна познайомилася з Іваном Кирилюком, вони одружилися. Друзі казали, що таке кохання буває тільки в романах… В цей час Інна відмовляється від запрошень з багатьох кіностудій країни: Мосфільму, Ленфільму, Свердловської кіностудії. Нарешті вона погоджується знятися у фільмі «Так ніхто не кохав» Анатолія Слісаренка на кіностудії імені О. Довженка. За сюжетом, героїня Бурдученко мала винести з бараку, охопленого полум'ям, прапор. Коли будівля вже горіла і було зроблено декілька дублів, вирішили зробити ще один. Інна забігла до бараку та довго не поверталась. Всі збентежилися: щось не так. А у неї застряг каблук, і саме в цей момент на неї впала палаюча балка. На майданчику були пожежники, але кинувся рятувати жінку Сергій Іванов, шахтар, який грав у масовці. Інна була у дуже важкому стані — 78 % поверхні тіла обгоріло, вона встигла лише закрити руками очі. У Донецькому лікувальному центрі, куди її привезли, сподівалися врятувати акторку. Люди здавали кров, навіть шматочки шкіри. Але все було марно.

Могила Інни Бурдученко

Померла 15 серпня 1960 року на третьому місяці вагітності. Похована на Байковому кладовищі у Києві (ділянка № 8а). Через три роки, того ж 15-го серпня її чоловік Іван Кирилюк загинув у автокатастрофі.
Зйомки фільму «Так ніхто не кохав» завершив Сергій Параджанов, змінивши назву на «Квітка на камені»